# Accademia di belle arti di Catanzaro
L’Accademia di belle arti di Catanzaro è un ateneo pubblico per lo studio delle arti visive. Istituita con D.P.R. nº 1162 del 30.10.1972, con decorrenza 01.10.1972, è una istituzione compresa nel comparto universitario (MUR), nel settore dell'alta formazione artistica, musicale e coreutica.
Il direttore è Virgilio Piccari. Il presidente, a partire da giugno 2021, è l'avvocato Aldo Costa.

## Offerta formativa
L'Accademia rilascia diplomi accademici (laurea) in Arti visive e Discipline per lo Spettacolo di 1º livello (laurea) e di 2º livello (laurea magistrale) negli indirizzi di:
- Decorazione
- Grafica/Illustrazione
- Graphic design
- Pittura
- Scenografia
- Scultura
- Regia Video
- Fashion Design
- Jewelry Design
- Computer Games
- Pedagogia e Didattica dell'arte

L'offerta formativa dell'Accademia comprende, inoltre, corsi biennali di 2º livello ad indirizzo didattico, finalizzati alla formazione dei docenti (COBASLID).

### Dipartimenti
- Dipartimento di Progettazione e Arti Applicate
  - Scuola di Scenografia
    - Corsi di diploma di I livello: Scenografia
    - Corsi di diploma di II livello: Scenografia

  - Scuola di Fashion Design 
    - Corsi di diploma di I livello: Fashion Design

  - Scuola di Jewelry Design 
    - Corsi di diploma di I livello: Jewelry Design

- Dipartimento di Arti Visive
  - Scuola di Decorazione
    - Corsi di diploma di I livello: Decorazione
    - Corsi di diploma di II livello: Decorazione per l'Arte Sacra (a esaurimento)

Decorazione e arredo urbano
- - Scuola di Grafica
    - Corsi di diploma di I livello: Grafica d'Arte-Illustrazione
    - Corsi di diploma di II livello: Grafica d'Arte-Illustrazione-Grafica

  - Scuola di Graphic Design 
    - Corsi di diploma di I livello: Graphic Design
    - Corsi di diploma di II livello: Graphic Design

  - Scuola di Pittura
    - Corsi di diploma di I livello: Pittura
    - Corsi di diploma di II livello: Pittura-Pittura Performativa e Multimediale (a esaurimento)

  - Scuola di Scultura
    - Corsi di diploma di I livello: Scultura
    - Corsi di diploma di II livello: Scultura Ambientale/Monumentale

- Dipartimento di Nuove Tecnologie 
  - Scuola di Regia Video
    - Corsi di diploma di I livello: Regia

  - Scuola di Computer Games
    - Corsi di diploma di I livello: Computer Games

- Dipartimento di Pedagogia e Didattica per l'arte
  - Scuola di Pedagogia e Didattica per l'arte
    - Corsi di diploma di I livello: Pedagogia e Didattica per l'arte